# Meslay (Calvados)
Meslay – miejscowość i gmina we Francji, w regionie Normandia, w departamencie Calvados.
Według danych na rok 1990 gminę zamieszkiwało 208 osób, a gęstość zaludnienia wynosiła 37 osób/km² (wśród 1815 gmin Dolnej Normandii Meslay plasuje się na 678. miejscu pod względem liczby ludności, natomiast pod względem powierzchni na miejscu 831.).